# NGC 1182
NGC 1182 是波江座的一個螺旋星系。它在哈伯序列中屬於Sa。据估计，它距银河系1.48亿光年，直径约4万光年。它與星系NGC 1185、NGC 1208、NGC 1214、IC 1880位于天球中的同一区域。该天體由奥蒙德·斯通于1886年所发现。